# Volleyball Champions League 2014/15 (Frauen)
Die Saison 2014/15 der Volleyball Champions League begann am 11. November 2014 mit der Gruppenphase. 20 Mannschaften aus zwölf Nationen nahmen am Wettbewerb teil. Deutscher Teilnehmer war der Meister Dresdner SC; die Schweiz wurde von VBC Voléro Zürich vertreten.

## Modus
In der Gruppenphase gab es fünf Gruppen mit jeweils vier Mannschaften. Jedes Team trat zuhause und auswärts gegen jeden der drei Kontrahenten an. Für einen 3:0- oder 3:1-Sieg gab es drei, für einen 3:2-Sieg zwei und für eine 2:3-Niederlage einen Punkt. Die Gruppensieger, die Gruppenzweiten und die besten Gruppendritten qualifizierten sich für die Playoffs. Dort ermittelten sie in zwei Runden jeweils mit Heim- und Auswärtsspiel drei Teilnehmer für das Final Four. Der Gastgeber des Final Four war als vierter Teilnehmer nach der Gruppenphase direkt qualifiziert. Die besten nicht für die Playoffs qualifizierten Mannschaften spielten im CEV-Pokal weiter.

## Gruppenphase
| Platz | Team            | Sätze | Punkte |
| ----- | --------------- | ----- | ------ |
| 1.    | Chemik Police   | 16:9  | 13     |
| 2.    | VK Dynamo Kasan | 13:11 | 9      |
| 3.    | VK Prostějov    | 10:14 | 7      |
| 4.    | Rabita Baku     | 10:15 | 7      |

| Platz | Team                | Sätze | Punkte |
| ----- | ------------------- | ----- | ------ |
| 1.    | Fenerbahçe İstanbul | 18:1  | 18     |
| 2.    | Azerrail Baku       | 13:8  | 11     |
| 3.    | Volley-Ball Nantes  | 6:15  | 4      |
| 4.    | Știința Bacău       | 3:16  | 3      |

| Platz | Team                  | Sätze | Punkte |
| ----- | --------------------- | ----- | ------ |
| 1.    | VK Dynamo Moskau      | 17:8  | 15     |
| 2.    | Yamamay Busto Arsizio | 15:8  | 12     |
| 3.    | Dresdner SC           | 9:14  | 7      |
| 4.    | LP Salo               | 7:18  | 2      |

| Platz | Team                | Sätze | Punkte |
| ----- | ------------------- | ----- | ------ |
| 1.    | Eczacıbaşı Istanbul | 15:6  | 15     |
| 2.    | VBC Voléro Zürich   | 16:6  | 14     |
| 3.    | Omitschka Omsk      | 9:13  | 7      |
| 4.    | Impel Wrocław       | 3:18  | 0      |

| Platz | Team               | Sätze | Punkte |
| ----- | ------------------ | ----- | ------ |
| 1.    | Vakıfbank İstanbul | 16:5  | 14     |
| 2.    | Rebecchi Piacenza  | 12:13 | 11     |
| 3.    | RC Cannes          | 13:10 | 9      |
| 4.    | OK Vizura Belgrad  | 5:18  | 2      |

## Play-offs
Die Spiele fanden am 10./11. und 18./19. Februar sowie am 5. und 12. März statt.
| Play-off 12   | Play-off 12   | Play-off 12 | Play-off 12 | Play-off 12 |
| ------------- | ------------- | ----------- | ----------- | ----------- |
| Kasan         | V. İstanbul   | 2:3         | 0:3         |             |
| Dresden       | F. İstanbul   | 0:3         | 3:2         |             |
| Cannes        | Zürich        | 2:3         | 1:3         |             |
| Prostějov     | E. İstanbul   | 1:3         | 0:3         |             |
| A. Baku       | Busto Arsizio | 1:3         | 3:2         |             |
| Piacenca      | Moskau        | 0:3         | 0:3         |             |
| Play-off 6    |               |             |             |             |
| V. İstanbul   | F. İstanbul   | 3:1         | 2:3         |             |
| E. İstanbul   | Zürich        | 3:0         | 1:3         |             |
| Busto Arsizio | Moskau        | 3:0         | 3:0         |             |

| Entscheidungssatz           | Entscheidungssatz |
| Play-off 6                  |                   |
| --------------------------- | ----------------- |
| - Zürich – E İstanbul 12:15 |                   |

## Final Four
Beim Final Four am 4. und 5. April in Stettin spielte Chemik Police, das nach dem Abschluss der Gruppenspiele von der CEV bestimmt wurde, gegen die drei in den Play-offs qualifizierten Mannschaften.
|  | Halbfinale       | Halbfinale  |             |   | Finale   | Finale   |
|  |                  |             |             |   |          |          |
|  | Police           | 0           |             |   |          |          |
|  | Busto Arsizio    | 3           |             |   |          |          |
|  | 4. April         |             |             |   |          |          |
|  |                  |             | 5. April    |   |          |          |
|  | Busto Arsizio    | 0           |             |   |          |          |
|  |                  | E. İstanbul | 3           |   |          |          |
|  |                  |             |             |   |          |          |
|  | Spiel um Platz 3 |             |             |   |          |          |
|  | 4. April         | 4. April    | Police      | 0 |          |          |
|  | V. Istanbul      | 1           | V. Istanbul | 3 |          |          |
|  | E. İstanbul      | 3           |             |   | 5. April | 5. April |